# Klapa (gatunek muzyczny)
Klapa – gatunek tradycyjnej muzyki a cappella, ukształtowany z liturgicznych pieśni religijnych, spopularyzowany w chorwackiej Dalmacji; to także nazwa zespołów wykonujących ten gatunek muzyki.
Od 2012 roku klapa została wpisana na listę niematerialnego dziedzictwa UNESCO.
Grupa wykonująca klapę składa się z dwóch wokalistów tenorowych (w tym głównego, pierwszego tenora), jednego barytonu i jednego basu. Skład klapy może być zwiększony, z wyłączeniem pierwszego tenora. Popularnością cieszą się głównie klapy męskie, ale powstają też klapy żeńskie. Choć zazwyczaj zespoły występują bez użycia instrumentów, coraz częściej wykorzystują gitarę, tamburę, akordeon i klarnet. Melodie klap można podzielić na tradycyjne melodie Dalmacji, melodie inspirowane chorałami gregoriańskimi, melodie włoskie, melodie śródziemnomorskie, marsze oraz adaptowane przeboje muzyki rozrywkowej.
Zespoły śpiewające klapę często występują na festiwalach muzycznych, np. na Festiwalu Klap Dalmatyńskich (chor. Festival dalmatinskih klapa), organizowanym od 1967 roku w Omišu. Do najpopularniejszych grup wykonujących klapę należy Klapa Šufit, która trzykrotnie wygrała finał festiwalu (w latach 2006–2008). W 2013 roku Chorwację w 58. Konkursie Piosenki Eurowizji reprezentował zespół Klapa s Mora z utworem „Mižerja”. W skład grupy weszli: pierwszy tenor Marko Škugor (z klapy Kampanel), drugi tenor Ante Galić (z klapy Sinj), pierwszy baryton Nikša Antica (z klapy Kampanel), drugi baryton Leon Bataljaku (z klapy Crikvenica), bas Ivica Vlaić (z klapy Sebenico) i bas Bojan Kavedžija (z klapy Grdelin).